# Schlacht bei Epfach
Über die Schlacht bei Epfach am Lech (der Schlachtort wird bisweilen auch bei Augsburg vermutet) wird in der Fortsetzung der Fredegar-Chronik und in den fränkischen Annales Mettenses (= Metzer Annalen aus dem frühen 9. Jahrhundert) berichtet. Diese Schlacht wird als Sukzessionskrise in der Folge des Todes von Karl Martell († 741) interpretiert, einem Zeitpunkt, an dem die Legitimität der Karolinger als Nachfolger der Merowinger noch nicht voll anerkannt war.
Demnach hat der agilolfingische Baiernherzog Odilo gegen die beiden fränkischen Hausmeier aus dem Geschlecht der Karolinger, Pippin und Karlmann, im Jahr 743 einen Aufstand unternommen (rebellionem excitat). Er selbst war mit Hiltrud, einer Schwester der beiden, verheiratet. Diese sind sodann mit dem Frankenheer in Baiern eingerückt und standen am Lech dem Baiernheer gegenüber. Dem Baiernheer gehörten auch Sachsen, Alamannen und Slawen an. Zudem kämpfte ebenso der Alamannenherzog Theudebald, der Bruder Odilos, auf seiner Seite. Die alamannischen Herzöge standen den Karolingern in erbitterter Feindschaft gegenüber, da sie den Merowingern verpflichtet waren und die Machtübernahme durch die karolingischen Hausmeier als illegitim betrachteten. Zudem konnte aquitanische Herzog Hunold im Westen des Frankenreiches für einen Zangenangriff über die Loire auf die Stadt Chartres gewonnen werden.
Die Baiern und ihre Verbündeten hatten sich durch eine Befestigungsanlage am Lech geschützt und führten Spottreden gegen die Franken. In einem nächtlichen Überfall überrumpelten jedoch die Franken das baierische Heer und schlachteten alle ab, derer sie habhaft werden konnten. Herzog Odilo entkam dem Gemetzel und floh nach Osten bis über den Inn, wurde aber von Pippin verfolgt. Der alamannische Herzog Theudebald ist in westliche Richtung geflohen. Die Franken blieben 52 Tage in Baiern und nahmen eine Umverteilung des westbaierischen Besitzes vor; der ursprüngliche baierische Adel war ja bei dem nächtlichen Überfall mehr oder minder ausgelöscht worden und viele der herzoglichen Besitzungen gingen nun in das Eigentum karolingischer Vasallen über. Offenbar waren die Franken auch in Regensburg, denn Bischof Gaubald zählte zu ihren Gefangenen.
Auch in Aquitanien blieben Karlmann und Pippin siegreich, Herzog Hunold wurde entmachtet und zog sich in ein Kloster zurück. Der alamannische Widerstand wurde 746 in dem Blutgericht zu Cannstatt endgültig gebrochen und das alamannische Herzogtum war damit vorerst beendet.
744 kam es zu einem Friedensschluss zwischen Odilo und Karlmann, der Odilo die fränkische Anerkennung seiner potestas als Herzog in Baiern wieder sicherte.